# Carrier (Unternehmen)

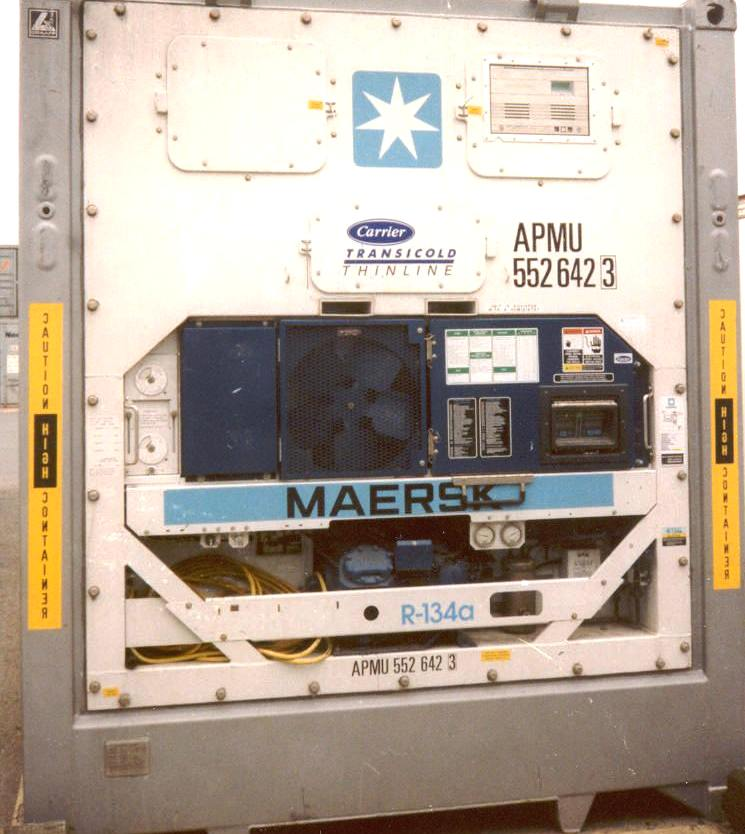
Ein 40-Fuß-Integral-Kühlcontainer von Carrier

Die Carrier Global Corporation mit Sitz in Palm Beach Gardens (Florida) ist ein börsennotierter US-amerikanischer Hersteller von Kälteanlagen aller Art und ist einer der weltweit größten der Branche. Der Geschäftsbereich umfasst stationäre Klimageräte für den privaten und gewerblichen Bereich sowie Kühl- und Klimatechnik für den Fahrzeug- und Lebensmittelbereich. Carrier hat über 53.000 Beschäftigte in mehr als 160 Ländern.
Im April 2023 wurde bekannt, dass der größte Teil der deutschen Viessmann Gruppe übernommen wurde.

## Hintergrund
Das Unternehmen wurde 1902 von Willis Carrier gegründet, der die erste moderne Klimaanlage erfand, und expandierte bereits 1907 mit den ersten Produkten nach Japan.
1957 erwarb man die Elliott Company, die sich bis dahin in Familienbesitz befand.
1979 wurde Carrier durch United Technologies Corporation (UTC) übernommen.
2004 übernahm Carrier den Bereich Kältetechnik der Linde AG, stellte jedoch zwei Jahre später die Fertigung der Linde-Kühlgeräte in Deutschland ein und verlagerte die Produktion nach Tschechien und Frankreich.
Bis April 2010 war die Carrier Corporation Eigner von SÜTRAK, einem Hersteller für mobile Klimaanlagen im LKW- und Omnibusbereich mit Sitz in Renningen.
2014 erneuerte Carrier die Klimaanlage und Heizung der Sixtinischen Kapelle.
Im April 2018 kündigte UTC an, sich in drei Firmen aufzuspalten, wobei neben Carrier auch die Otis Elevator Company eigenständig werden sollte. Im April 2020 wurde Carrier nach 41 Jahren von UTC abgespalten und wird seitdem an der New York Stock Exchange gehandelt.
Im Dezember 2023 verkaufte Carrier die Sicherheitssparte für 4,95 Milliarden US-Dollar an Honeywell und den Geschäftsbereich „gewerbliche Kälteanlagen“ an das chinesische Unternehmen Haier Smart Home Co.

## Deutschland
Der Sitz der deutschen Niederlassung des Fachbereiches Klimatechnik ist in Ismaning und die deutsche Niederlassung des Bereiches Kältetechnik befindet sich im ehemaligen Linde-Werk Köln-Sürth.
Am 25. April 2023 gab das Unternehmen die Übernahme des Geschäftsbereichs Klimalösungen der in Familienhand befindlichen Viessmann-Gruppe durch Carrier Global bekannt, die mit 4. Januar 2024 als abgeschlossen galt. Der Hauptsitz des Unternehmens bleibt in Allendorf (Eder). Der Geschäftsbereichs Klimalösungen, zu dem auch die Wärmepumpenproduktion zählt, macht 85 Prozent des Umsatzes von Viessmann aus. Der Kaufpreis beläuft sich auf 12 Milliarden Euro, vorbehaltlich möglicher Anpassungen, zahlbar in Bar und in Aktien von Carrier. Das Familienunternehmen wird nach Abschluss der Transaktion einer der größten Anteilseigner von Carrier. Max Viessmann, CEO der Viessmann Gruppe, wird neues Mitglied des Verwaltungsrats von Carrier.